# Sympoliteia (Grecia)
Sympoliteia (in greco Συμπολιτεία?) è un ex comune della Grecia nella periferia della Grecia Occidentale (unità periferica dell'Acaia) con 7 840 abitanti secondo i dati del censimento 2001.
È stato soppresso a seguito della riforma amministrativa, detta Programma Callicrate, in vigore dal gennaio 2011 ed è ora compreso nel comune di Aigialeia.